# Köp nu: Hur vi luras att handla
Köp nu: Hur vi luras att handla (engelska: Buy Now! The Shopping Conspiracy) är en brittisk dokumentärfilm som hade premiär på strömningstjänsten Netflix den 20 november 2024. Filmen är regisserad av Nic Stacey.

## Handling
I filmen berättas det om hur de stora företagen med de ledande varumärkena försöker få konsumenterna att köpa mer saker. Filmen tar även upp hur mycket de stora bolagen vet om oss konsumenter.

## Rollista i urval
- Eric Liedtke (Former Adidas Brand President)
- Roger Lee
- Maren Costa
- Mara Einstein
- Paul Polman
- Nirav Patel
- Kyle Weins
- Anna Sacks
- Jan Dell
- Jim Puckett
- Chloe Asaam
- Maria Bartiromo